# 페기스 코브

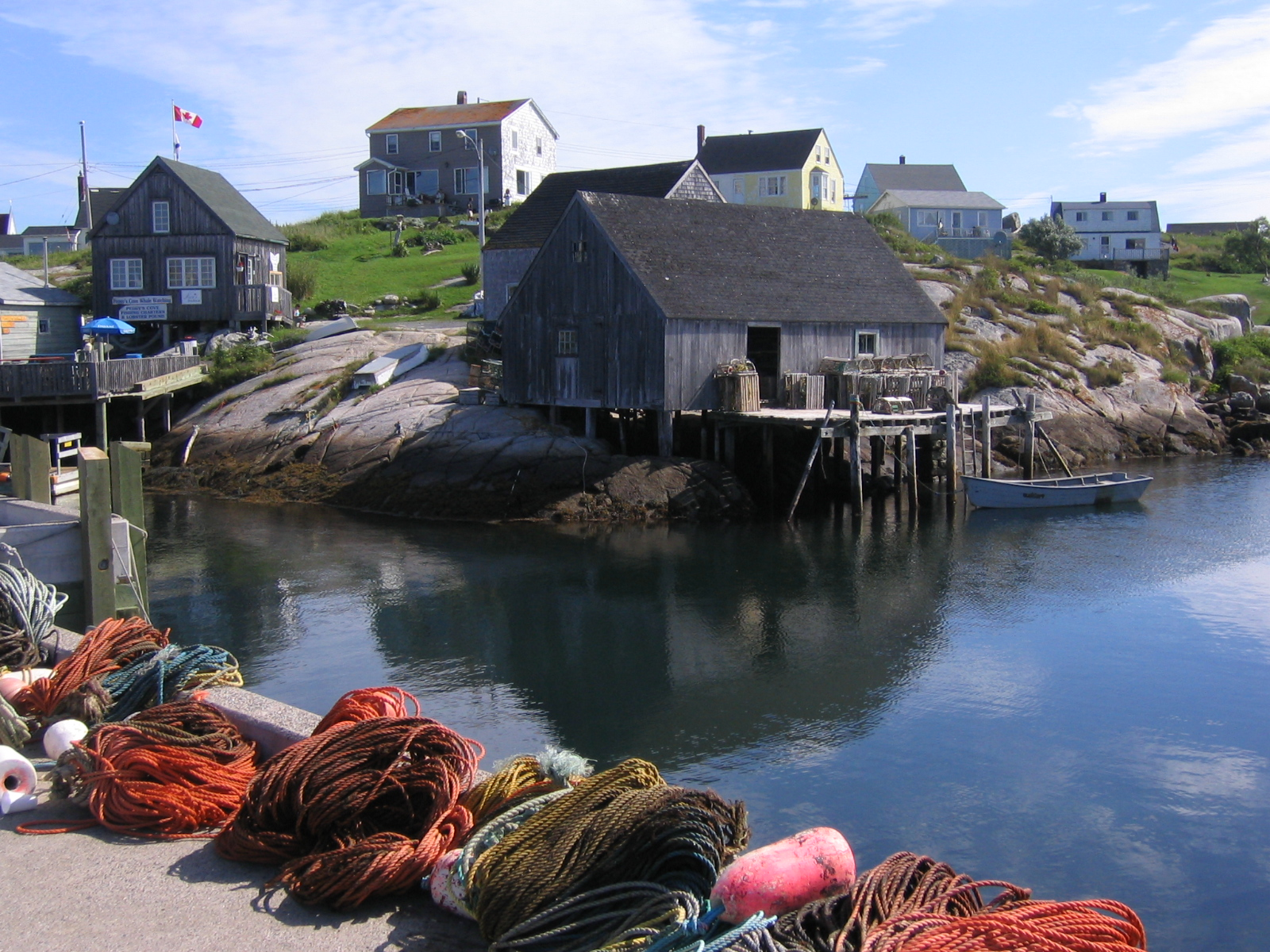

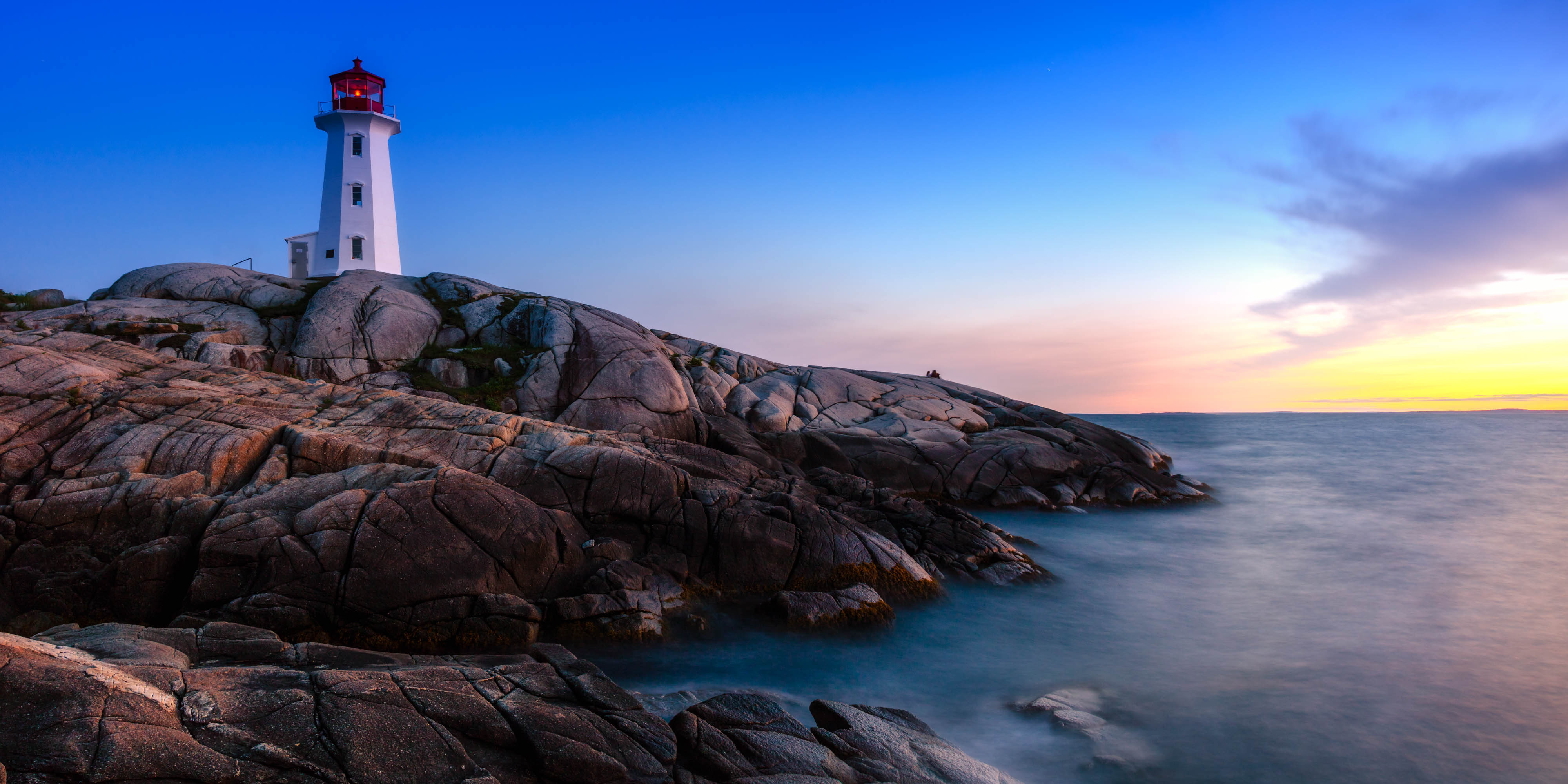
해질녘의 등대

페기스 코브(Peggy’s Cove)는 캐나다의 엽서에서 자주 볼 수 있는 아름다운 도시이다. 헬리팩스에서 43km 떨어져 있는 도시이며 페기스 코브의 하얀 등대를 중심으로 갖가지 색들의 집들과 음식점, 그리고 선물용품점이 늘어서 있는 화강암으로 이루어진 작은 어촌마을이다. 특히 여름철엔 이 하얀 등대가 우체국으로 이용되는데 이 등대 아래로 펼쳐지는 산책로가 인상적인 마을이다.